# Саут-Хиро
Са́ут-Хи́ро (англ. South Hero) — город в округе Гранд-Айл, штат Вермонт, США. Согласно данным переписи населения США 2010 года, численность населения города составляла 1 631 человека.

## География
Город находится в северо-западной части штата Вермонт, на одноимённом острове, который расположен посреди озера Шамплейн, на расстоянии приблизительно 70 километров к северо-западу от Монтпилиера, административного центра штата. Абсолютная высота — 51 метр над уровнем моря.

Согласно данным бюро переписи населения США, площадь территории города составляет 123 км², из которых, 39,1 км² приходится на сушу и 83,9 км² (то есть 62,2 %) на водную поверхность.

## Демография
По данным переписи населения 2000 года в Саут-Херо проживало 1 696 человек, 472 семьи, насчитывалось 663 домашних хозяйства и 1036 жилых домов. Средняя плотность населения составляла около 43,4 человека на один квадратный километр.

Расовый состав города по данным переписи распределился следующим образом: 97,94 % белых, 0,24 % — афроамериканцев, 0,47 % — коренных американцев, 0,29 % — азиатов, 0,94 % — представителей смешанных рас, 0,12 % — других народностей. Испаноговорящие составили 0,53 % от всех жителей города.

Из 663 домашних хозяйств в 32,6 % — воспитывали детей в возрасте до 18 лет, 61,7 % представляли собой совместно проживающие супружеские пары, в 6 % семей женщины проживали без мужей, 28,7 % не имели семьи. 21 % от общего числа семей на момент переписи жили самостоятельно, при этом 7,1 % составили одинокие пожилые люди в возрасте 65 лет и старше. Средний размер домашнего хозяйства составил 2,56 человека, а средний размер семьи — 2,98 человека.

Население города по возрастному диапазону по данным переписи 2000 года распределилось следующим образом: 24,9 % — жители младше 18 лет, 5,5 % — между 18 и 24 годами, 28,8 % — от 25 до 44 лет, 29,5 % — от 45 до 64 лет и 11,1 % — в возрасте 65 лет и старше. Средний возраст жителей составил 40 лет. На каждые 100 женщин в приходилось 98,1 мужчины, при этом на каждые сто женщин 18 лет и старше приходилось 95,8 мужчин также старше 18 лет.

Средний доход на одно домашнее хозяйство в городе составил 52 344 доллара США, а средний доход на одну семью — 61 198 долларов. При этом мужчины имели средний доход в 41 250 долларов США в год против 27 357 долларов среднегодового дохода у женщин. Доход на душу населения в городе составил 26 532 доллара в год. 4 % от всего числа семей в городе и 4,5 % от всей численности населения находилось на момент переписи населения за чертой бедности, при этом 3,8 % из них были моложе 18 лет и 5,2 % — в возрасте 65 лет и старше.

## Известные уроженцы
- Джуэтт Адамс — политик, 4-й губернатор штата Невада.